# Терещенко Микола Іванович
Мико́ла Іванович Тере́щенко  (13 вересня 1898, Щербинівка Золотоніського повіту Полтавської губернії — 30 травня 1966) — український поет і перекладач.

## Дитинство
Народився у козацькій родині 1898 року в селі Щербинівка Кропив'янської волості Золотоніського повіту тодішньої Полтавської губернії. Змалку проявляв велику цікавість до читання та літератури, проте ніколи не виявляв зацікавлення сільським господарством. Батьки заохочували прагнення сина до освіти. Після початкової (сільської) школи Терещенко навчався в Золотоніській класичній гімназії, яку й закінчив 1917 року. Навчаючись у гімназії, зацікавився революційними ідеями та увійшов до юнацького соціал-демократичного гуртка.

## Переїзд до Києва та початок літературної діяльності
Після закінчення гімназії Терещенко переїхав до Києва (мешкав у будинку на вул. Володимирській № 49, де пізніше було встановлено меморіальну дошку на його честь; але дотепер будинок не зберігся). Протягом 1917—1922 рр. навчався на хімічному факультеті Київського політехнічного інституту. В грудні 1918 року брав участь у повстанні проти гетьмана Павла Скоропадського. Закінчив курси французької мови. З 1918 р. починає друкувати вірші. У 1922 р. виходить друком перша збірка перекладів Терещенка — «Поезії» Еміля Верхарна. Перша збірка оригінальної поезії самого автора — «Лабораторія» — виходить у 1924 р.

## Творчість

Меморіальна дошка на будинку по Володимирській вулиці, 51-а, в якому мешкав Микола Терещенко у 1928—1966 роках

Спершу належав до груп символістів «Музагет», пізніше до літературних організацій «Комункульт», «Жовтень», а з 1927 року — до ВУСПП. Протягом 1925—1934 років був редактором журналу «Життя й Революція», під час другої світової війни працював на українській радіостанції в Ташкенті, по війні — редактор Держлітвидаву України в Києві. У перших збірках поезій «Лабораторія» (1924), «Чорнозем» (1925) і «Мета й межа» (1927) Терещенко досягнув вершин своєї творчості, давши в них (поруч пересічних віршів) поезії глибокої філософської думки й мистецької досконалості, але потім поступово перейшов на позиції соцреалізму, і з кінця 1920-х pp. основними мотивами багатьох збірок його поезії стають праця, виробничі процеси тощо: «Країна роботи» (1928), «Республіка» (1929), «Риштування» (1930), «Порив» (1932) тощо, як також мотиви революційного інтернаціоналізму — «Сенька-арсеналець» (1930), «Цень-Цань» (1930) тощо й патріотизму за другої світової війни — «Дівчина з України» (1942), «Верба рясна» (1943), «Зорі» (1944). Той самий соцреалістичний характер мають збірки поезій автора повоєнних років: «У битвах і трудах» (1951), «Правда» (1952), «Щедра земля» (1956), «Ліричний літопис» (1958), «Літа і люди» (1960), «Серце людське» (1962).
Микола Бажан зауважив, що поету досить одного такого вірша як «Печаль і ніжність» Терещенка, щоби навіки залишитися в українській поезії.

## Перекладацтво
Терещенко багато перекладав, але змарнованість таланту відчувається також і в тенденційному підборі перекладів. Зокрема, в його перекладах вийшли три збірки Еміля Верхарна, антологія узбецької поезії, багато збірок перекладів інших авторів:
- з російської О. Пушкіна, М. Лермонтова, К. Рилєєва, М. Некрасова, В. Маяковського, Д. Бєдного;
- з білоруської Я. Купали, Я. Коласа;
- з польської А. Міцкевича;
- з провансальської Маркабрюна, Бернард де Вентадорн, Бертрана де Борна, Жофре Рюделя, Пейре Відаля;
- з французької Г. Аполлінера, Л. Арагона, О. Барб'є, А. Барбюса, А. Бассіса, Р. Белло, Ж.-П. Беранже, Ж.-Р. Блока, Ш. Бодлера, Н. Буало-Депрео, Ж. Валлеса, П. Верлена, Е. Верхарна, В. Гюго, П. Емманюеля, Е. Потьє, А. Рембо та ін.;
- зі словацької С. Жари та М. Ферка
- з чеської Й. Гори, К.-Я. Ербена та О. Лисогорського.

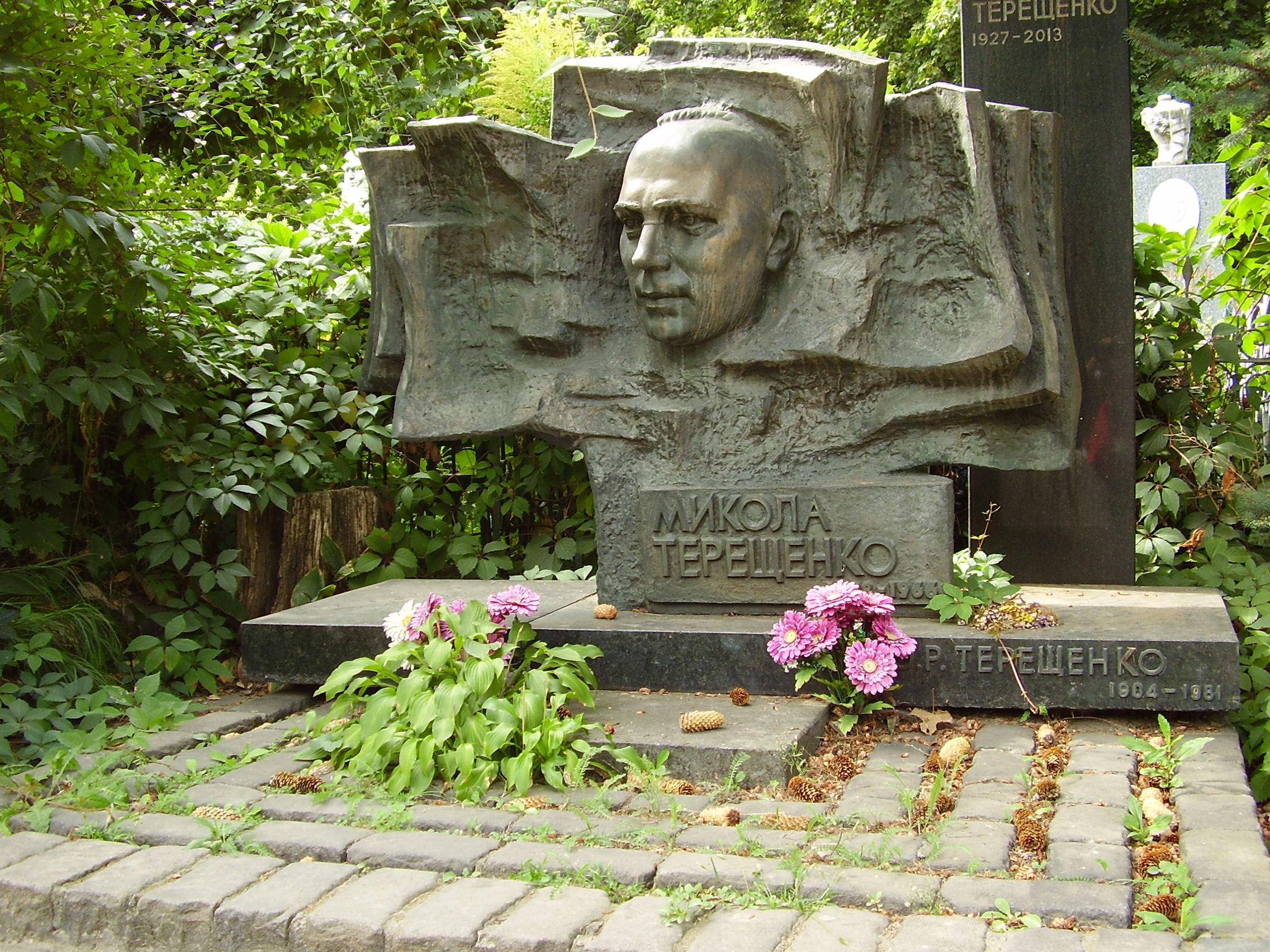
Надгробок Миколи Терещенка на Байковому кладовищі в Києві

Найбільшим здобутком перекладацької діяльності Терещенка є його «Сузір'я французької поезії» [Архівовано 18 травня 2015 у Wayback Machine.] (І–II, 1971).
Енциклопедизм та ерудицію Терещенка, його любов до світової літератури розкриває фундаментальна праця — «Літературний щоденник» («Дніпро», 1966). У цьому ілюстрованому виданні на кожен день припадає дата народження або смерті когось із плеяди письменників із усього світу.
У 1968 році у Києві на честь Миколи Терещенка названо вулицю.